# Pardilla (kommunhuvudort)
Pardilla är en kommunhuvudort i Spanien.   Den ligger i provinsen Provincia de Burgos och regionen Kastilien och Leon, i den centrala delen av landet, 130 km norr om huvudstaden Madrid. Pardilla ligger 883 meter över havet och antalet invånare är 124.
Terrängen runt Pardilla är platt åt nordväst, men åt sydost är den kuperad. Runt Pardilla är det glesbefolkat, med 8 invånare per kvadratkilometer. Närmaste större samhälle är Aranda de Duero, 13,3 km norr om Pardilla. Trakten runt Pardilla består till största delen av jordbruksmark.